# Maria Maroto Garcia
Maria Maroto Garcia (Catarroja, 1986) és una actriu valenciana.

## Trajectòria
Maria Maroto va estudiar Art dramàtic a l'Escola de l'Actor de València. Ha treballat en obres de teatre d'Abel Zamora com Temporada Baja i L'hoste perfecte, estrenada al Teatre Micalet, i també a Cyrano de Bergerac, estrenada a l'Escalante Centre Teatral.
En televisió, participà en la sèrie L'Alqueria Blanca (Premi Berlanga a l'actriu revelació 2009) i coprotagonitzà, el 2019, La forastera, amb l'actor Jordi Ballester, una comèdia rural d'Óscar Bernàcer que explica la història de Lola, una dona valenciana que viu a Barcelona i es veu obligada a tornar a la seva terra. El mateix any rodà La boda de Rosa amb la directora Icíar Bollaín.